# Bob ai Giochi olimpici
La disciplina sportiva del bob fu inserita nel programma dei Giochi olimpici invernali fin dalla prima edizione di Chamonix-Mont-Blanc 1924 ed è stata presente in tutte le successive tranne quella di Squaw Valley 1960 negli Stati Uniti d'America, in quanto il comitato organizzatore decise di non costruire un tracciato per risparmiare sui costi.
L'unica gara che è sempre stata presente nel calendario dei Giochi è il bob a quattro maschile (anche se in realtà nel 1928 fu una competizione con cinque atleti per equipaggio); il bob a due fu introdotto nell'edizione del 1932, mentre il bob a due femminile solo nel 2002 e il monobob femminile nel 2022..

## Medaglie assegnate
| Specialità             | 24 | 28 | 32 | 36 | 48 | 52 | 56 | 60 | 64 | 68 | 72 | 76 | 80 | 84 | 88 | 92 | 94 | 98 | 02 | 06 | 10 | 14 | 18 | 22 |
| ---------------------- | -- | -- | -- | -- | -- | -- | -- | -- | -- | -- | -- | -- | -- | -- | -- | -- | -- | -- | -- | -- | -- | -- | -- | -- |
| Bob a quattro maschile | •1 | •1 | •  | •  | •  | •  | •  |    | •  | •  | •  | •  | •  | •  | •  | •  | •  | •  | •  | •  | •  | •  | •  | •  |
| Bob a due maschile     |    |    | •  | •  | •  | •  | •  |    | •  | •  | •  | •  | •  | •  | •  | •  | •  | •  | •  | •  | •  | •  | •  | •  |
| Bob a due femminile    |    |    |    |    |    |    |    |    |    |    |    |    |    |    |    |    |    |    | •  | •  | •  | •  | •  | •  |
| Monobob femminile      |    |    |    |    |    |    |    |    |    |    |    |    |    |    |    |    |    |    |    |    |    |    |    | •  |

1 Nel 1924 e nel 1928 potevano partecipare anche equipaggi composti da cinque atleti. 

## Medagliere
Aggiornato a Pechino 2022. In corsivo le nazioni (o squadre) non più esistenti.
| Pos.   | Nazione          | Oro | Argento | Bronzo | Totale |
| ------ | ---------------- | --- | ------- | ------ | ------ |
| 1      | Germania         | 14  | 9       | 7      | 30     |
| 2      | Svizzera         | 10  | 10      | 11     | 31     |
| 3      | Stati Uniti      | 8   | 11      | 9      | 28     |
| 4      | Germania Est     | 5   | 5       | 3      | 13     |
| 5      | Canada           | 5   | 2       | 4      | 11     |
| 6      | Italia           | 4   | 4       | 4      | 12     |
| 7      | Germania Ovest   | 3   | 3       | 2      | 8      |
| 8      | Austria          | 1   | 2       | 0      | 3      |
| 9      | Gran Bretagna    | 1   | 1       | 3      | 5      |
| 10     | Lettonia         | 1   | 0       | 2      | 3      |
| 10     | Unione Sovietica | 1   | 0       | 2      | 3      |
| 12     | Belgio           | 0   | 1       | 1      | 2      |
| 12     | Russia           | 0   | 1       | 1      | 2      |
| 14     | Corea del Sud    | 0   | 1       | 0      | 1      |
| 15     | Francia          | 0   | 0       | 1      | 1      |
| 15     | Romania          | 0   | 0       | 1      | 1      |
| Totale | Totale           | 53  | 50      | 51     | 154    |